# 訃報 2000年2月
訃報 2000年2月（ふほう 2000ねん2がつ）では、2000年（平成12年）2月中に物故した、又は物故が報じられた人物についてまとめる。

## （1日 - 15日）

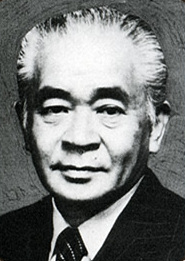
二階堂進／2月3日没

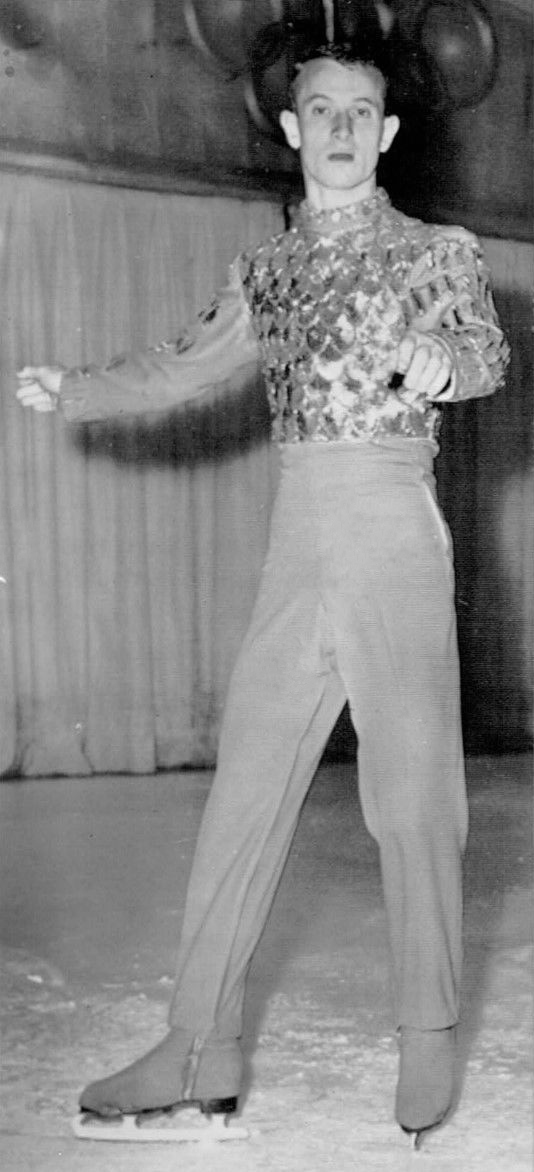
ロナルド・ロバートソン／2月4日没

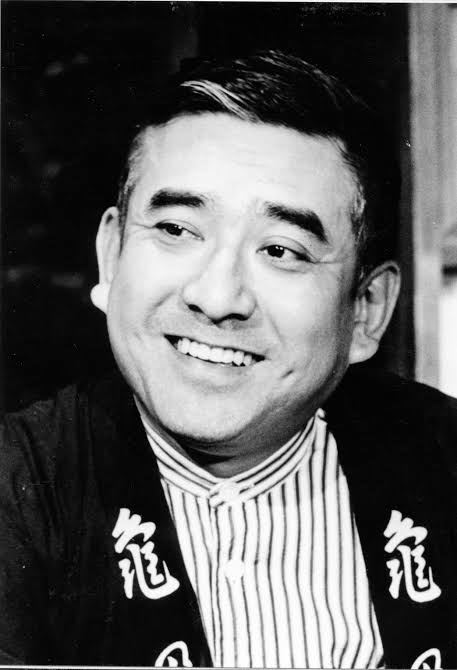
荒井注／2月9日没

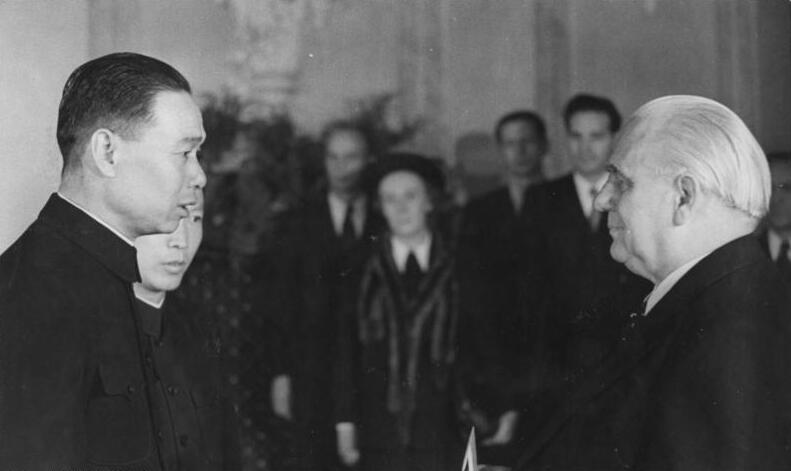
姫鵬飛（左）／2月10日没

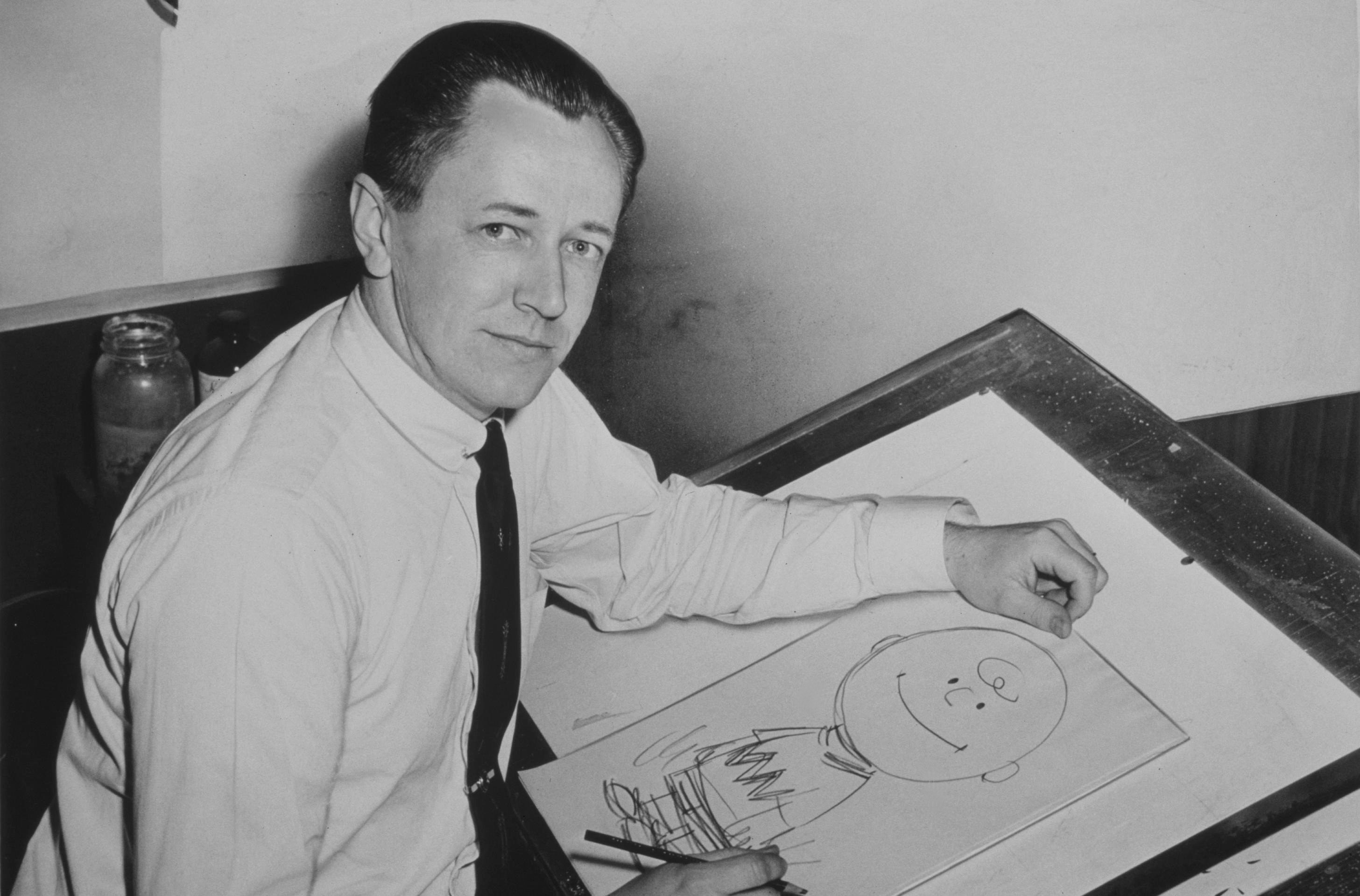
チャールズ・M・シュルツ／2月12日没

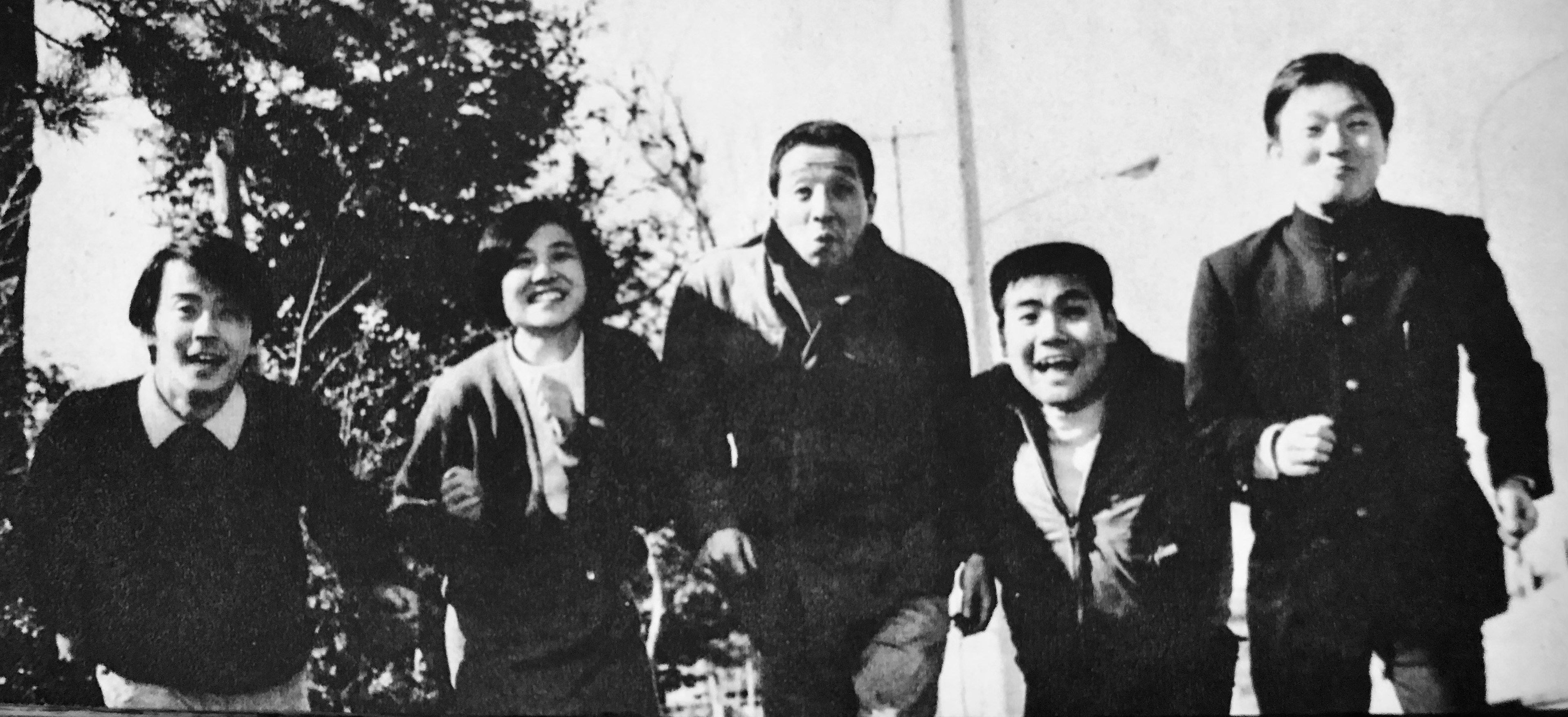
橋本功（右から2人目）／2月12日没

- 2月3日 - 二階堂進、政治家、元自由民主党副総裁・内閣官房長官（* 1909年）
- 2月4日 - ロナルド・ロバートソン、フィギュアスケート選手（* 1937年）
- 2月7日 - 新山志保、声優（* 1970年）
- 2月9日 - 加藤武徳、政治家、元自治大臣・岡山県知事（* 1915年）
- 2月9日 - 荒井注、コメディアン（元ザ・ドリフターズ）、俳優（* 1928年）
- 2月10日 - 姫鵬飛、政治家（* 1910年）
- 2月10日 - 加藤一、画家（* 1925年）
- 2月10日 - 前島秀行、政治家（* 1941年）
- 2月12日 - 進藤武松、彫刻家（* 1909年）
- 2月12日 - チャールズ・M・シュルツ、漫画家（* 1922年）
- 2月12日 - 橋本功、俳優（* 1941年)

## （16日 - 29日）

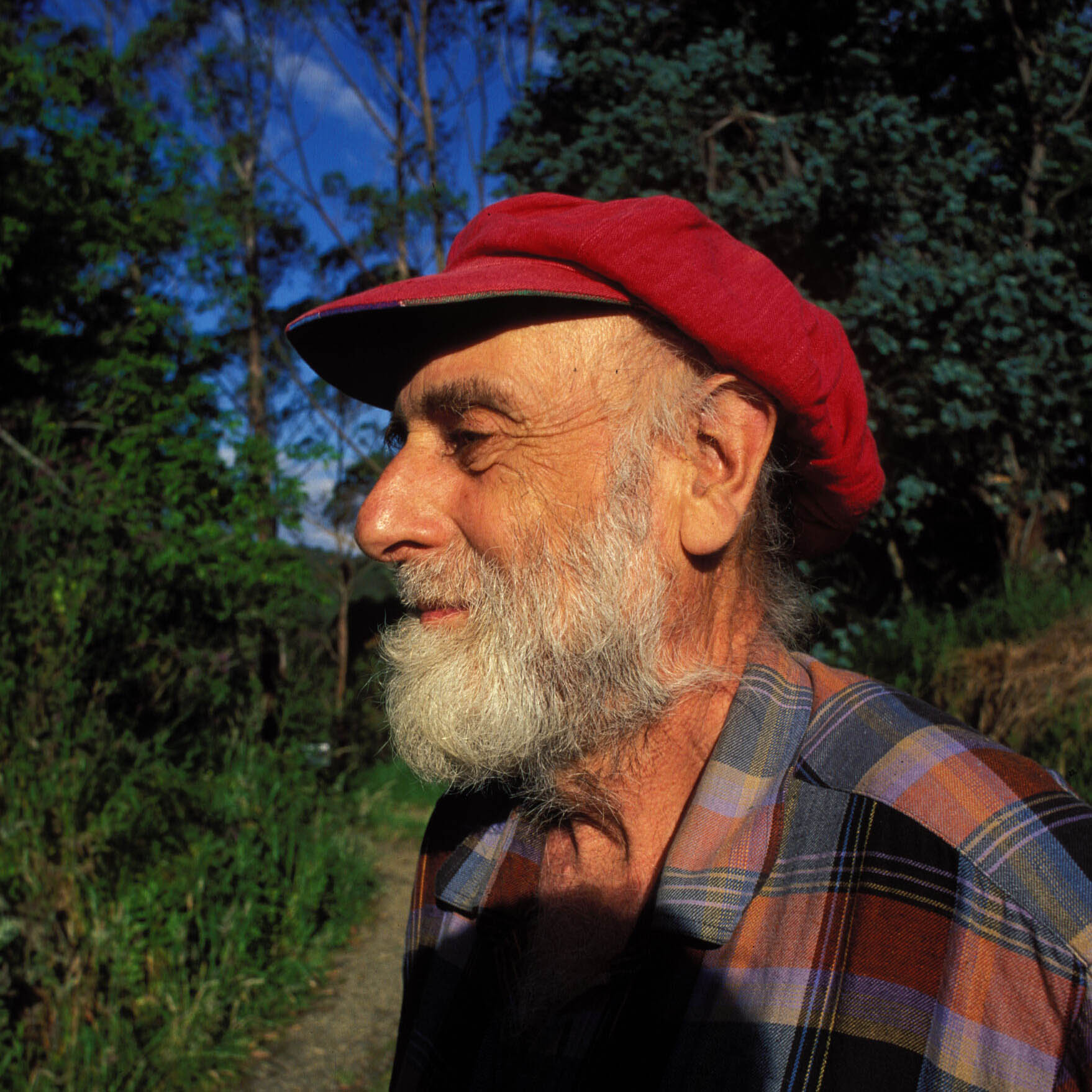
フリーデンスライヒ・フンデルトヴァッサー／2月19日没

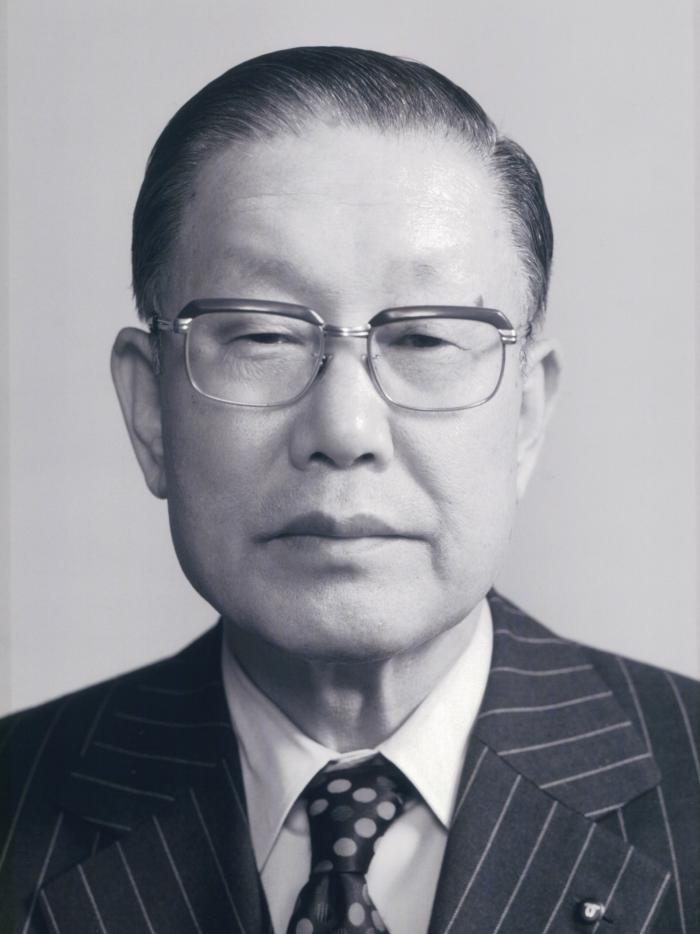
宮崎辰雄／2月22日没

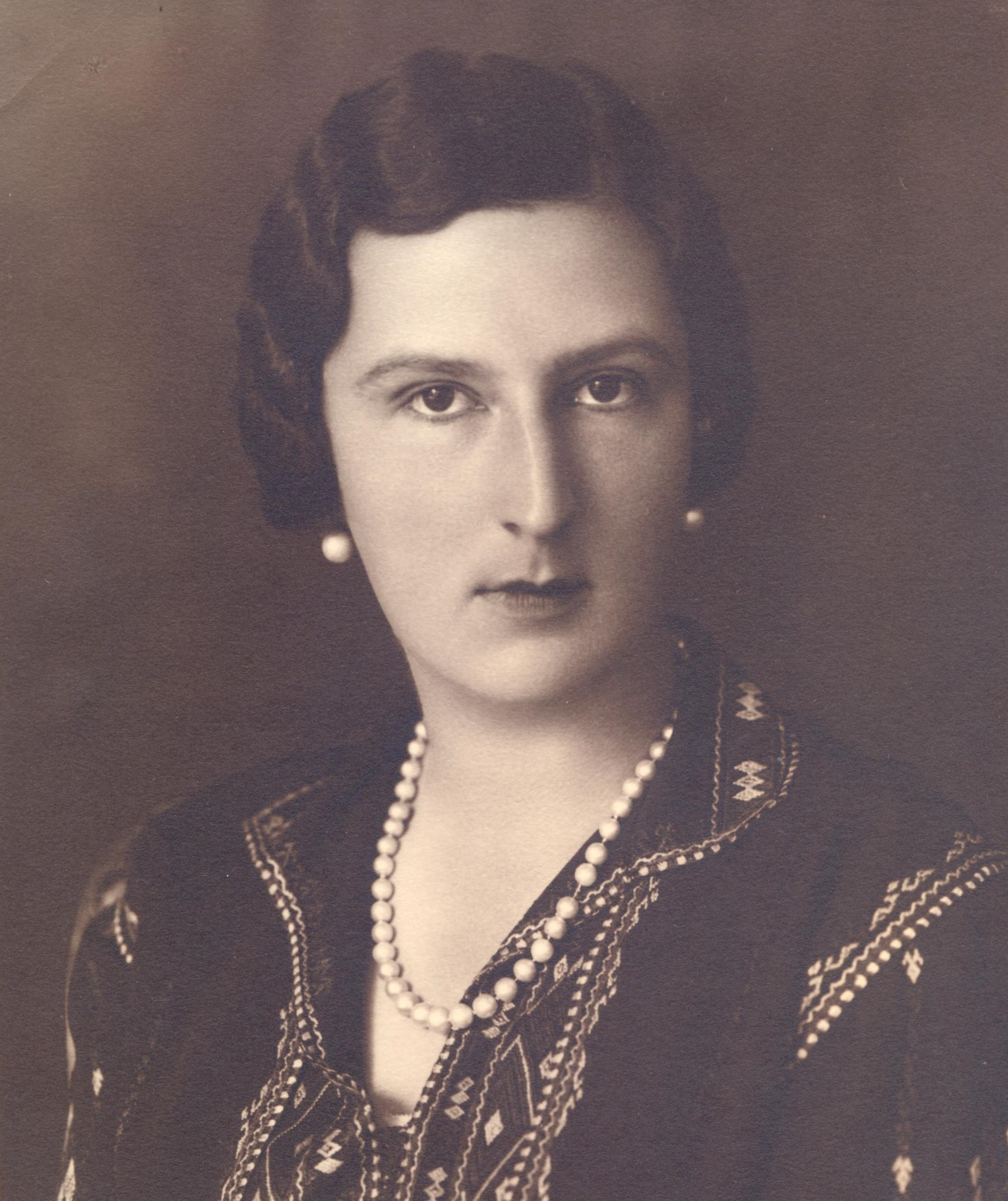
ジョヴァンナ・ディ・サヴォイア／2月26日没

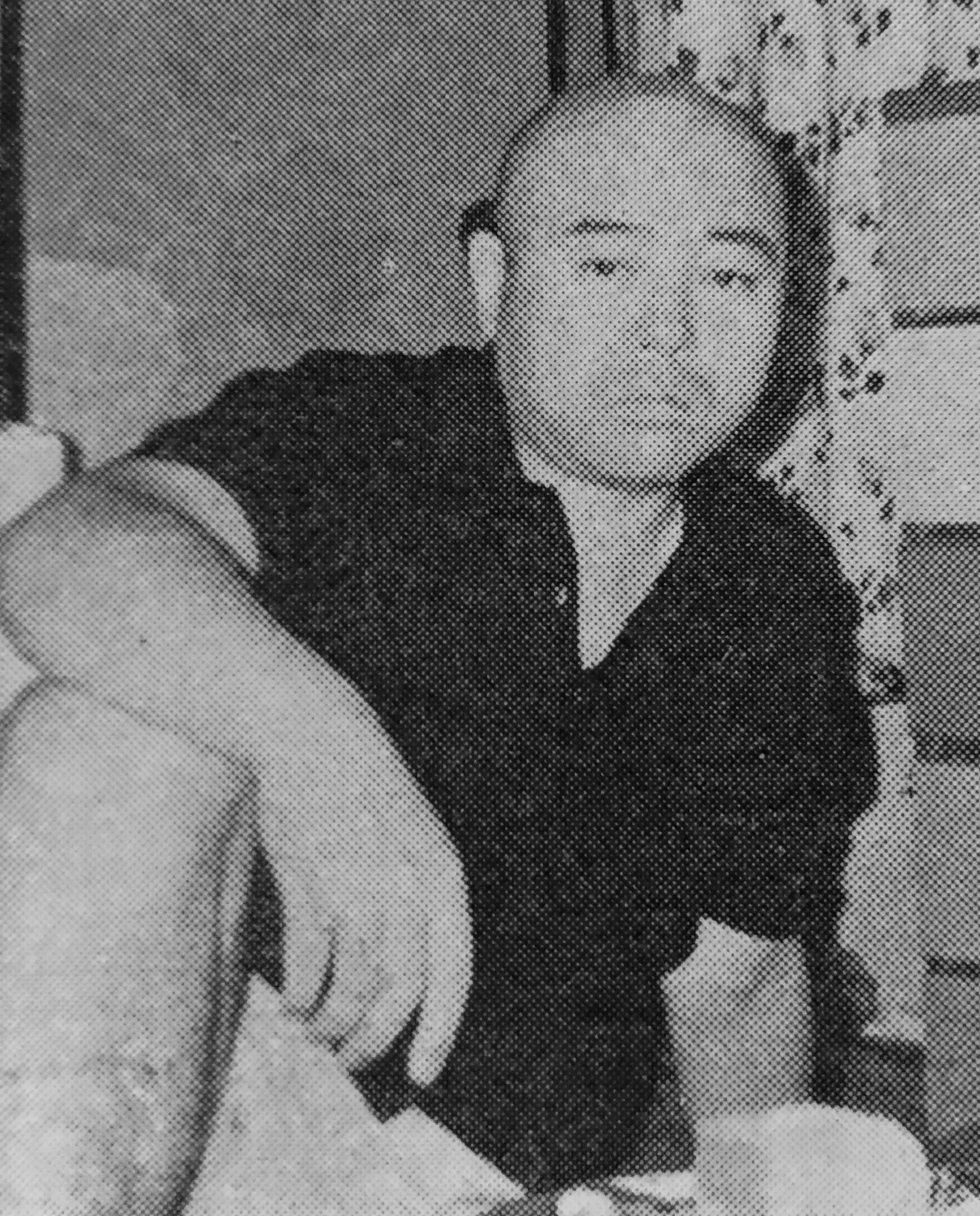
田中小実昌／2月26日没

- 2月17日 - 三代目三輪善兵衛（三輪善雄）、実業家（* 1920年）
- 2月19日 - フリーデンスライヒ・フンデルトヴァッサー、芸術家・画家・建築家（* 1928年）
- 2月21日 - 伊藤京子、女優（* 1959年）
- 2月22日 - 宮崎辰雄、政治家、元神戸市長（* 1911年）
- 2月22日 - 内川清一郎、映画監督（* 1922年）
- 2月25日 - 福島譲二、政治家、熊本県知事、元労働大臣（* 1927年）
- 2月26日 - ジョヴァンナ・ディ・サヴォイア、ボリス3世 (ブルガリア王)の妃（* 1907年）
- 2月26日 - 高原駿雄、俳優（* 1923年）
- 2月26日 - 田中小実昌、作家（* 1925年）
- 2月27日 - 伊賀上良平、プロ野球選手（* 1917年）
- 2月29日 - 松本英彦、テナーサックス奏者（* 1926年）
- 2月29日 - 浅野輔、ニュースキャスター、翻訳家（* 1936年）